# Orchestre symphonique Simón Bolívar
L'Orchestre symphonique des jeunes du Venezuela Simón Bolívar est un orchestre vénézuélien ; c'est l'un des orchestres symphoniques les plus importants d'Amérique latine.
Son nom lui vient de l'homme politique vénézuélien Simón Bolívar, figure emblématique de l’émancipation des colonies espagnoles d'Amérique du Sud du XIXe siècle.

## L'Orchestre symphonique Simón Bolívar
L'orchestre symphonique Simón Bolívar (Orquesta Sinfónica Simón Bolívar de Venezuela) fut créé le 12 février 1978 par  le musicien et homme politique José Antonio Abreu, au sein de la Fondation d'État pour le Système National des Orchestres, de la jeunesse et des enfants du Venezuela (Fundacion del Estado para el Sistema Nacional de las Orquestas Juveniles e Infantiles de Venezuela ), plus connue sous le nom d'El Sistema.
L'Orchestre Simón Bolívar exerce une activité sociale et solidaire dans le cadre de cette fondation, dont le but est d'initier les enfants les plus démunis à la pratique de la Musique classique, dès l'âge de 2 ans. Chaque enfant désireux d'apprendre à jouer reçoit un instrument, se voit affecter un tuteur et peut commencer la formation musicale. Les membres de l'Orchestre viennent de diverses régions du Venezuela, et on compte parmi eux de nombreux musiciens de haut niveau. Beaucoup de ces musiciens ont par la suite reçu des soutiens pour étudier dans de prestigieuses écoles et conservatoires du monde entier.
Le SBYOV compte deux directeurs principaux : son fondateur José Antonio Abreu, qui a occupé le poste pendant plus de vingt ans, et Alfredo Rugeles, son directeur artistique actuel. L'Orchestre a travaillé avec des chefs d'orchestre et des interprètes de renommées mondiales, dont les contributions artistiques se sont avérées inestimables. Il s'est produit dans de nombreux festivals, concerts et aux autres événements musicaux au Venezuela et à l'étranger ; il a parcouru l'Europe, l'Asie, l'Amérique du Nord et l'Amérique du Sud sur plusieurs tournées, où il a partout reçu de bonnes critiques.
Il a reçu le soutien des gouvernements vénézuéliens successifs, a rencontré le succès et obtenu une reconnaissance internationale, dans la mesure où de nombreux pays tendent à reprendre la formule initiée par El Sistema. L'Orchestre national des jeunes Simón Bolívar du Venezuela est dirigé depuis 1999 par le Chef d'orchestre Gustavo Dudamel.
La résidence permanente de l'Orchestre Simón Bolívar se trouve aujourd'hui à Caracas, dans le Centre latino-américain d'action sociale par la musique, structure conçue en fonction des exigences acoustiques particulières.

## L'écho de l'Orchestre Simón Bolívar au Royaume-Uni
En août 2007, l'orchestre se produit aux Proms de la BBC, retransmis en direct sur la BBC Radio 3 et en différé sur BBC Four TV ; il reçoit un accueil enthousiaste du public et est acclamé par la critique. 
Le programme documentaire de la BBC Imagine (TV series), diffusé le 18 novembre 2008, fait l'analyse de la philosophie et de la portée de l'orchestre, notamment à travers son rôle dans la lutte contre les problèmes sociaux et sa réussite dans la transformation de la vie de certains des enfants les plus pauvres du Venezuela.
Le documentaire restitue des entretiens avec des membres clés de l'orchestre : Gustavo Dudamel, musiciens de l'orchestre, anciens et actuels étudiants. Produit par Alan Yentob, le film fait un focus sur ce système éducatif et musical du Venezuela, unique en son genre, et fait également part d'une récente tentative d'imitation dans le quartier défavorisé de Raploch de la ville de Stirling, Écosse .

## Discographie
- Beethoven : Symphonies n° 3, 5, 7 et 9. Chef d'Orchestre : Gustavo Dudamel ; Orchestre : Simon Bolivar Youth Orchestra of Venezuela. Label : Deutsche Grammophon, 2006

- Mahler : Symphonie n° 5. Chef d'Orchestre : Gustavo Dudamel ; Orchestre : Simon Bolivar Youth Orchestra of Venezuela. Label : Deutsche Grammophon, 2007

- Gustavo Dudamel : Fiesta. Chef d'Orchestre : Gustavo Dudamel ; Orchestre : Simon Bolivar Youth Orchestra of Venezuela. Label : Deutsche Grammophon, 2008

- Beethoven: Piano Concertos Nos. 1-5 ; Triple Concerto. Chef d'Orchestre : Claudio Abbado ; Orchestre : Simon Bolivar Youth Orchestra of Venezuela. Label: Deutsche Grammophon, 2008

- Vivaldi : The Four Seasons ; Piazzolla: The Four Seasons of Buenos Aires. Chef d'Orchestre : Eduardo Marturet ; Orchestre : Simon Bolivar Youth Orchestra of Venezuela. Label : Ancalagon, 2009

- Tchaikovsky : Symphonie n° 5 - Francesca da Rimini. Chef d'Orchestre : Gustavo Dudamel ; Orchestre : Simon Bolivar Youth Orchestra of Venezuela. Label : Deutsche Grammophon, 2009

- Gustavo Dudamel : Discoveries. Chef d'Orchestre : Gustavo Dudamel ; Orchestre : Simon Bolivar Youth Orchestra of Venezuela. Label : Deutsche Grammophon, 2009

- Rite- Stravinsky: Le Sacre du Printemps / Revueltas: La Noche de los Mayas. Chef d'Orchestre : Gustavo Dudamel ; Orchestre : Simon Bolivar Youth Orchestra of Venezuela. Label : Deutsche Grammophon, 2010

- Tchaikovsky & Shakespeare. Chef d'Orchestre : Gustavo Dudamel ; Orchestre : Simon Bolivar Youth Orchestra of Venezuela. Label: Deutsche Grammophon, 2011

- Manuel de Falla : La Vida Breve. Chef d'Orchestre : Eduardo Mata ; Orchestre : Simon Bolivar Youth Orchestra of Venezuela. Label : Dorian, 2011

## Filmographie
- The Promise of Music, documentaire de Enrique Sánchez Lansch, 2008

- El Sistema, documentaire de Paul Smaczny et Maria Stodtmeier, 2009